# Hartley County
Das Hartley County ist ein County im Bundesstaat Texas der Vereinigten Staaten. Das U.S. Census Bureau hat bei der Volkszählung 2020 eine Einwohnerzahl von 5.382 ermittelt. Der Sitz der County-Verwaltung (County Seat) befindet sich in Channing.

## Geographie
Das County liegt nordwestlich des geographischen Zentrums von Texas im Texas Panhandle, an der Grenze zu New Mexico und etwa 40 km von der Grenze zu Oklahoma entfernt. Es hat eine Fläche von 3790 Quadratkilometern, wovon 2 Quadratkilometer Wasserfläche sind. Es grenzt im Uhrzeigersinn an folgende Countys: Dallam County, Moore County, Oldham County und in New Mexico an die Quay County und Union County.

## Geschichte
Hartley County wurde am 21. August 1876 aus Teilen des Bexar County und Young County gebildet. Die Verwaltungsorganisation wurde am 9. Februar 1891 abgeschlossen. Benannt wurde es nach den Brüdern Oliver Cromwell Hartley (1823–1859) und Rufus K. Hartley. Oliver Cromwell diente als Offizier im Mexikanisch-Amerikanischen Krieg und war danach Publizist von Gerichtsentscheidungen am Texas Supreme Court, dem obersten Gericht im Bundesstaat. 1850 veröffentlichte er eine Gesetzessammlung. In den folgenden beiden Jahren war er Abgeordneter in der State Legislature. Rufus K. war von 1846 bis 1859 wie sein Bruder Berichterstatter am Texas Supreme Court.
Vier Bauwerke im County sind im National Register of Historic Places („Nationales Verzeichnis historischer Orte“; NRHP) eingetragen (Stand 24. November 2021), darunter das Hartley County Courthouse and Jail.

## Demografische Daten

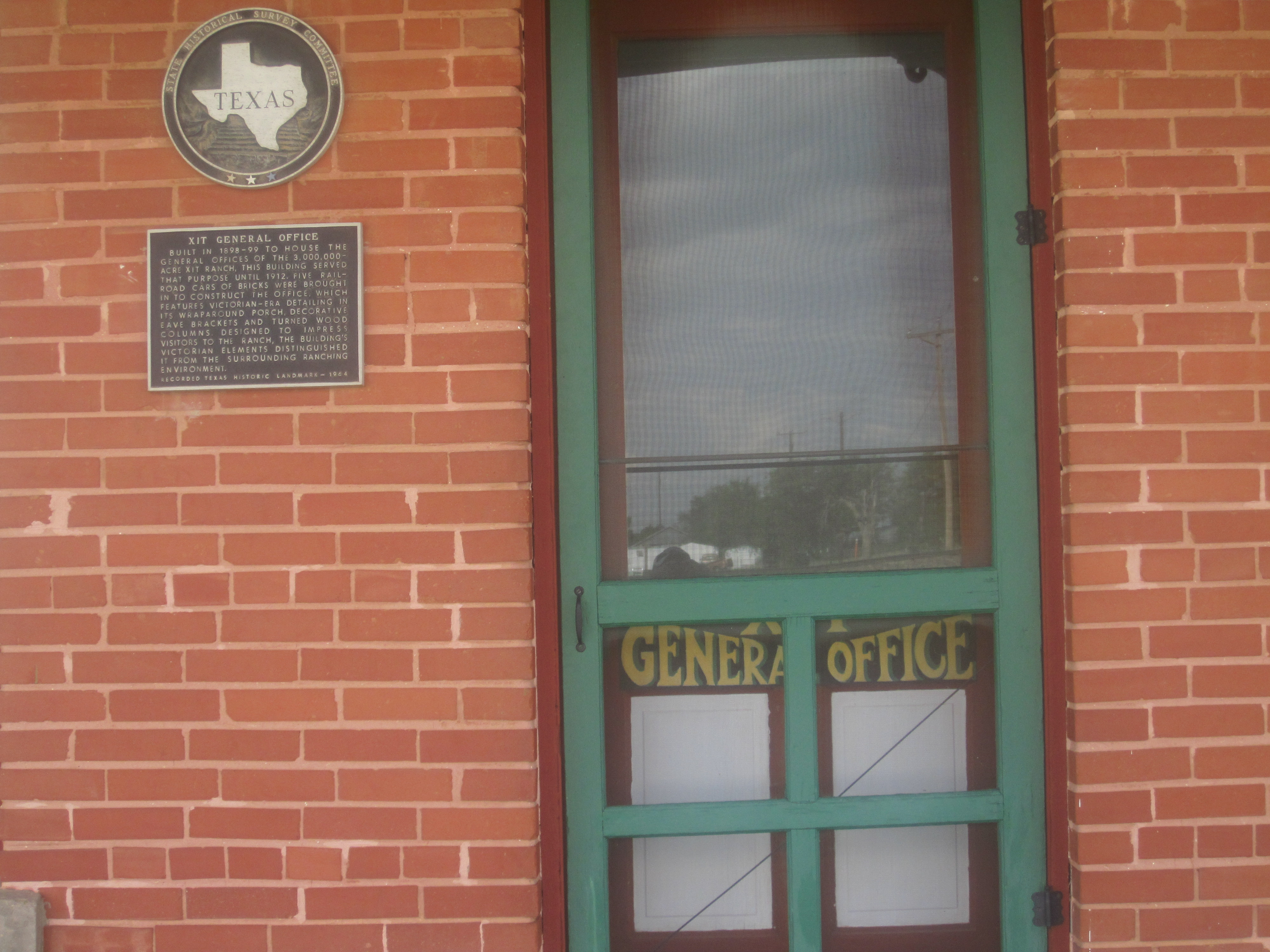
Hauptbüro der XIT Ranch, gelistet im NRHP mit der Nr. 85000960

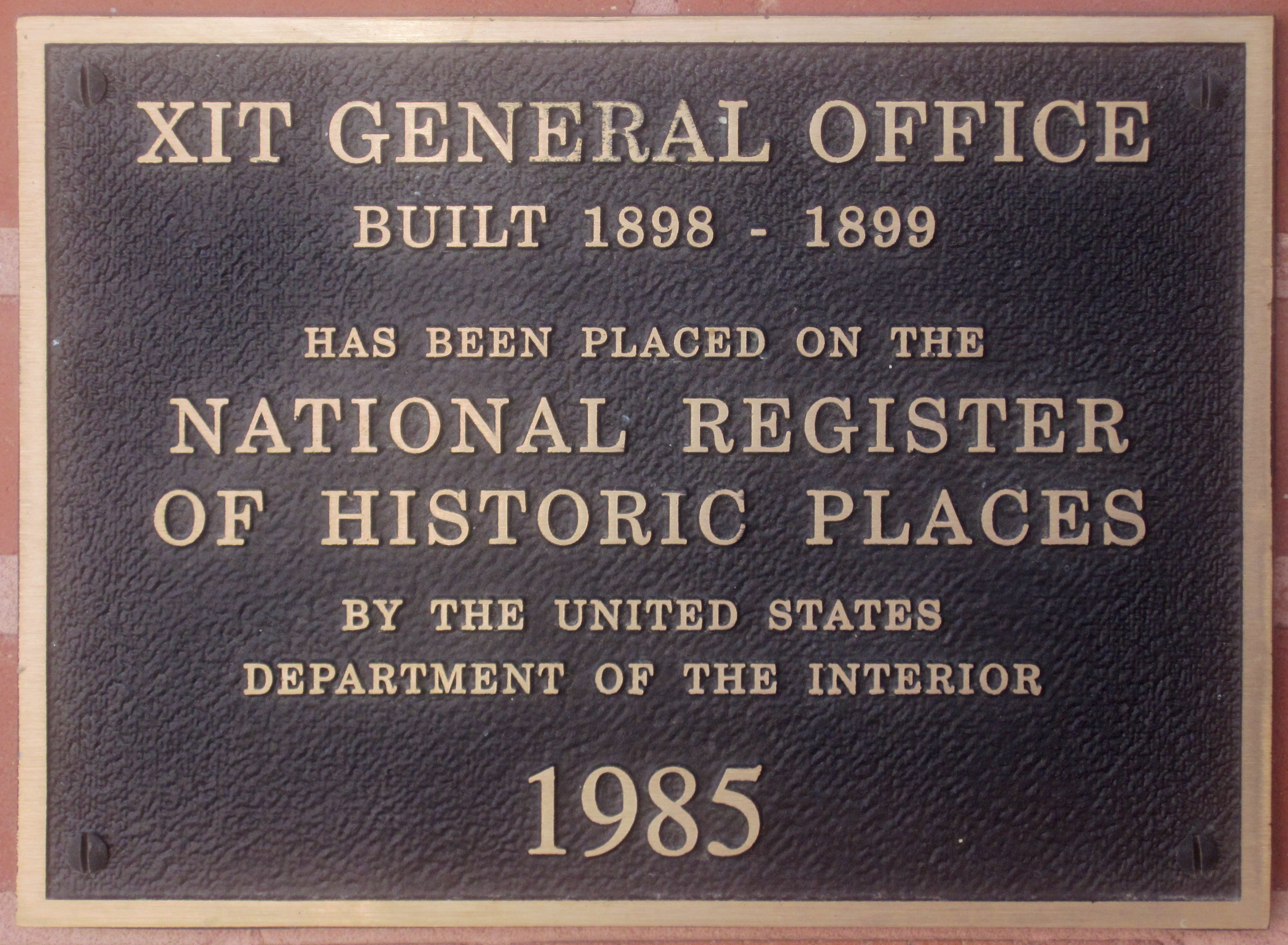
Offizieller Hinweis des NRHP

Nach der Volkszählung im Jahr 2000 lebten im Hartley County 5.537 Menschen in 1.604 Haushalten und 1.220 Familien. Die Bevölkerungsdichte betrug 1 Einwohner pro Quadratkilometer. Ethnisch betrachtet setzte sich die Bevölkerung zusammen aus 81,07 Prozent Weißen, 8,15 Prozent Afroamerikanern, 0,43 Prozent amerikanischen Ureinwohnern, 0,27 Prozent Asiaten, 0,05 Prozent Bewohnern aus dem pazifischen Inselraum und 8,60 Prozent aus anderen ethnischen Gruppen; 1,43 Prozent stammten von zwei oder mehr Ethnien ab. 13,69 Prozent der Einwohner waren spanischer oder lateinamerikanischer Abstammung.
Von den 1.604 Haushalten hatten 35,5 Prozent Kinder oder Jugendliche, die mit ihnen zusammen lebten. 68,9 Prozent waren verheiratete, zusammenlebende Paare 4,7 Prozent waren allein erziehende Mütter und 23,9 Prozent waren keine Familien. 21,6 Prozent waren Singlehaushalte und in 11,8 Prozent lebten Menschen im Alter von 65 Jahren oder darüber. Die durchschnittliche Haushaltsgröße betrug 2,56 und die durchschnittliche Familiengröße betrug 2,98 Personen.
20,8 Prozent der Bevölkerung war unter 18 Jahre alt, 4,7 Prozent zwischen 18 und 24, 35,7 Prozent zwischen 25 und 44, 26,9 Prozent zwischen 45 und 64 und 11,9 Prozent waren 65 Jahre alt oder älter. Das Medianalter betrug 40 Jahre. Auf 100 weibliche Personen kamen 154,1 männliche Personen und auf 100 Frauen im Alter von 18 Jahren oder darüber kamen 172,9 Männer.
Das jährliche Durchschnittseinkommen eines Haushalts betrug 46.327 USD, das Durchschnittseinkommen einer Familie betrug 53.004 USD. Männer hatten ein Durchschnittseinkommen von 29.783 USD, Frauen 21.783 USD. Das Prokopfeinkommen betrug 18.067 USD. 3,7 Prozent der Familien und 6,6 Prozent der Einwohner lebten unterhalb der Armutsgrenze.

## Orte im County
| - Channing - Dalhart | - Exum - Hartley | - King - Middle Water | - Romero - Wilco |